# Hammermühle (Kronach)

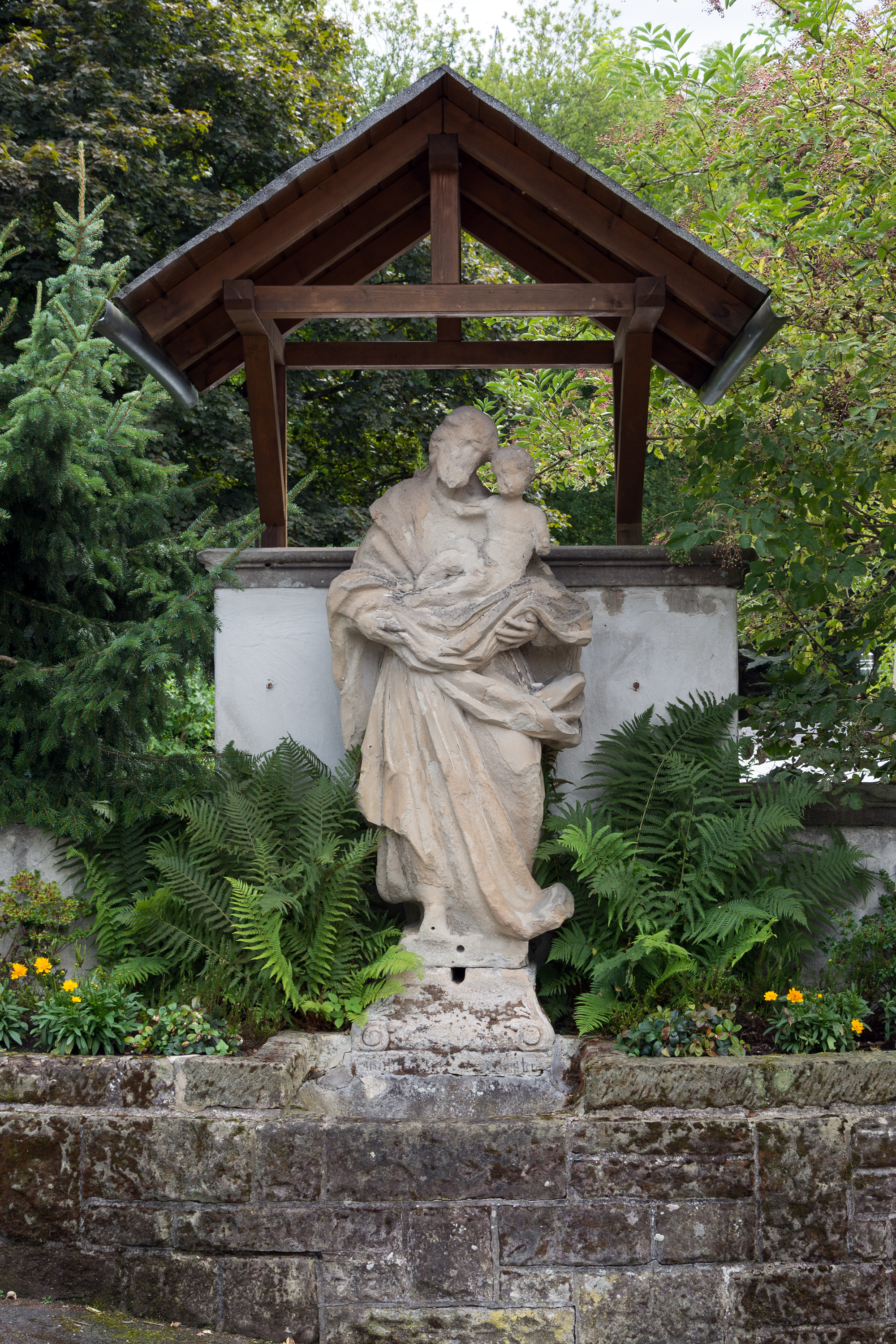
Sandsteinfigur des heiligen Josef

Hammermühle ist ein Wohnplatz der Kreisstadt Kronach im Landkreis Kronach (Oberfranken, Bayern).

## Geographie
Die einstmalige Einöde ist mittlerweile als Ortsstraße Hammermühle in dem Gemeindeteil Kronach aufgegangen. Sie besteht aus fünf Wohngebäuden und liegt am linken Ufer der Rodach. Im Westen befinden sich Sport- und Freizeitanlagen, im Norden das Industriegebiet An der Rodach, das durch die Bundesstraße 173 angebunden ist.

## Geschichte
Gegen Ende des 18. Jahrhunderts wurde die Hammermühle als Mahl- und Schneidmühle betrieben. Sie gehörte zur Stadt Kronach. Das Hochgericht übte das bambergische Centamt Kronach aus, Grundherr des Anwesens war das Kastenamt Kronach.
Mit dem Gemeindeedikt wurde Hammermühle dem 1808 gebildeten Steuerdistrikt und der im gleichen Jahr gebildeten Munizipalgemeinde Kronach zugewiesen.

### Baudenkmäler
- Figur des heiligen Josef

Die folgenden Häuser listete Tilmann Breuer in dem Buch Landkreis Kronach von 1964 mit ihren ursprünglichen Hausnummern auch als Kunstdenkmale auf. Sie werden in der Denkmalschutzliste nicht geführt, da sie entweder nicht aufgenommen, abgebrochen oder stark verändert wurden.
- Hammermühle 1: Schneidmühle. Zweiflügliger Walmdachbau zu zwei Geschossen, Ostflügel aus Sandsteinquadern an der Nordseite bezeichnet „IOaNN POTHUS 1768“ – Südflügel – die eigentliche Schneidmühle – verschalt.[4]
- Hammermühle 3: Hammermühle, bereits 1507 erwähnt. Das bestehende Gebäude erst um 1912 errichtet, an der Südseite jedoch Sandsteintafel mit Rollwerkrahmung und der Inschrift „ANO DOMINI 1585. HABE WIR: DE BRUdER: BUVGER ZV ST CRONACH : SEBASTIAN VND WOLF DIE MEVSEL GENAND DISE MVLL ERBAVT.“ Außerdem zwei Wappenreliefs. Das zugehörige ehemalige Stallgebäude ist ein eingeschossiger Sandsteinquaderbau des 18./19. Jahrhunderts mit Halbwalmdach; die Nordwand ist teilweise geöffnet, der rückwärtige Teil modern.[4]

### Einwohnerentwicklung
| Jahr      | 001818 | 001861 | 001871 | 001885 | 001900 | 001925 | 001950 | 001961 |
| Einwohner |        | 14     | *      | *      | 14     | 28     | *      | *      |
| Häuser    | 2      |        |        | *      | 1      | 1      | *      | *      |
| Quelle    | [ 3 ]  | [ 6 ]  | [ 7 ]  | [ 8 ]  | [ 9 ]  | [ 10 ] | [ 11 ] | [ 12 ] |

## Religion
Der Ort ist römisch-katholisch geprägt und nach St. Johannes der Täufer (Kronach) gepfarrt.

## Weblink
- Hammermühle in der Ortsdatenbank des bavarikon, abgerufen am 20. August 2021.